# Le Givre
Le Givre – miejscowość i gmina we Francji, w regionie Kraj Loary, w departamencie Wandea.
Według danych na rok 1990 gminę zamieszkiwało 265 osób, a gęstość zaludnienia wynosiła 21 osób/km² (wśród 1504 gmin Kraju Loary Le Givre plasuje się na 1011. miejscu pod względem liczby ludności, natomiast pod względem powierzchni na miejscu 888.).